# 深井镇 (台山市)
深井镇，是中华人民共和国广东省江门市台山市下辖的一个乡镇级行政单位。列入大广海湾经济区涵盖范围。

## 行政区划
深井镇下辖以下地区：
深井圩社区、那扶圩社区、康华村、井东村、河东村、河西村、井西村、獭山村、江东村、小江村、蓝田村、那北村、沙潮村、那中村、龙岗村、那南村、大洞村和联和村。

## 旅遊
- 镇海湾红树林国家湿地公园